# Cryptognathidae
Cryptognathidae zijn  een familie van mijten. Bij de familie zijn drie geslachten met circa 50 soorten ingedeeld.